# Neil Harbisson
Neil Harbisson   (Mataró, 27 de juliol de 1982) és un artista contemporani i activista ciborg catalano-irlandès nascut a Catalunya. És la primera persona del món oficialment reconeguda com a ciborg per un govern i la primera persona amb una antena implantada al cap. L'antena, co-creada per ell mateix, li permet percebre colors visibles i invisibles com els infrarojos i els ultraviolats, així com rebre imatges, vídeos, música o trucades telefòniques directament al seu cap des d'aparells externs com ara mòbils o satèl·lits. La connexió a satèl·lits li permet percebre colors extraterrestres. Arxivat 2018-06-12 a Wayback Machine.
Des de 2004, els mitjans de comunicació l'han descrit com el primer cíborg del món o el primer artista cíborg de la història per expressar-se artísticament a partir d'un nou sentit creat per la unió permanent entre el seu cervell i la cibernètica. És cofundador de la Cyborg Foundation, una plataforma internacional de persones interessades en promoure la integració de tecnologia al cos, difondre l'art cíborg i defensar els drets dels cíborgs.

## Biografia
Neil Harbisson, fill de pare irlandès i de mare catalana, va néixer i créixer a Mataró, on va estudiar piano i belles arts. Als 16 anys, tot i ser daltònic acromàtic, va decidir estudiar batxillerat artístic on se li va concedir permís per utilitzar exclusivament els colors blanc, negre i gris als seus treballs i a la selectivitat.
Als 18 anys, poc després d'encapçalar una campanya per salvar uns arbres centenaris situats a la plaça Santa Maria de Mataró, es va traslladar a Dartington College of Arts (Anglaterra), on va estudiar composició i piano. Durant els seus estudis a Anglaterra va crear un sistema cibernètic per poder escoltar les freqüències dels colors. Harbisson va decidir convertir el sistema en una antena i va implantar-se-la al cap.
Als 21 anys, Harbisson es va convertir en la primera persona reconeguda oficialment com a cíborg per un govern després d'insistir i presentar diverses sol·licituds a l'oficina de passaports britànica perquè li reconeguessin l'antena que porta implantada al cap com una part més del seu cos i com a part de la seva imatge. El reconeixement oficial li permet aparèixer a la fotografia del seu passaport amb l'antena.

### Antena cibernètica
L'antena que Harbisson porta instal·lada de forma permanent al cap des de 2004 està quirúrgicament osteointegrada dins el crani i surt des del seu os occipital. L'antena li permet rebre per vibracions sonores les freqüències de llum visibles i invisibles com ara infrarojos i ultraviolats. L'implant també conté connexió a Internet, fet que li permet rebre colors des de satèl·lits o des de càmeres externes, així com rebre trucades de telèfon directament al crani. L'antena consta de 4 implants diferents: dos implants d'antena, un de vibració/so i un implant Wifi que li permet connectar-se a internet. Hi ha 5 persones al món, una a cada continent, amb dret a enviar-li imatges, sons o vídeos directament al cap. La primera persona que va poder trucar-li directament al cap va ser la comediant i presentadora de televisió nord-americana Ruby Wax. La primera demostració pública de l'enviament d'una imatge directament al seu crani va ser vist en directe per milers d'espectadors al programa The Stream del canal Al Jazeera. La imatge enviada des de Nova York pel model nord-americà Isaac Dean Weber va ser rebuda i identificada per Harbisson com una cara.
La creació de l'antena es va iniciar la tardor de 2003 al Dartington College of Arts quan Harbisson va assistir a una xerrada sobre cibernètica donada per Adam Montandon, un estudiant de la Universitat de Plymouth. Al final de la xerrada, Harbisson li va suggerir la idea d'iniciar un projecte junts. Això es va convertir en un projecte per desenvolupar un sensor que transposés les freqüències de color a freqüències de so. Neil va aprendre a descodificar el so de cada color i va decidir implantar-se l'antena. El 2004, el projecte va guanyar el premi europeu Europrix (Viena) i un Premi a la Innovació (Submerge, Bristol). Peter Kese va actualitzar el sensor de Harbisson a 360 microtons diferents i va afegir diferents nivells de volum en funció dels nivells de saturació. Matias Lizana, de la Universitat Politècnica de Catalunya, va desenvolupar el programari del sensor a un xip més petit. L'implant de l'antena va ser rebutjat pels comitès de bioètica, però tot i així l'antena va ser implantada per un equip de metges anònims.
Al maig de 2011 l'antena va ser malmesa per policies que creien que Harbisson els havia estat filmant durant una manifestació a la plaça de Catalunya. Harbisson va presentar una denúncia per agressió física, ja que considera que l'antena és un òrgan del seu cos.

### Sonocromatisme
El sonocromatisme o la sonocromatòpsia (sono- llatí: 'so', chromat grec: 'color' + -opsia grec: 'condició visual') és un terme que Harbisson utilitza per a definir el seu nou sentit. Harbisson explica que sinestèsia no defineix amb precisió el seu estat perquè la sinestèsia és una condició involuntària i subjectiva, la relació entre el color i el so varia depenent de cada persona, i en canvi el sonocromatisme és un extrasentit adquirit voluntàriament que relaciona el color amb el so de forma objectiva.

### Cyborg Foundation
L'any 2010, Neil Harbisson i Moon Ribas van crear la Cyborg Foundation, una plataforma internacional per ajudar els humans a convertir-se en cíborgs. La plataforma va ser creada com a resposta a la multitud de cartes i correus electrònics rebuts de persones interessades a convertir-se en cíborgs. Els principals objectius de són eixamplar els sentits i la percepció humana creant i aplicant cibernètica en el cos, promoure el ciborguisme com a moviment artístic i defensar els drets dels cíborgs. El 2010, la fundació, creada a Mataró amb seu actual a Londres, fou guardonada amb el Premi Cre@tic atorgat per Tecnocampus Mataró.

## Obres

### Art

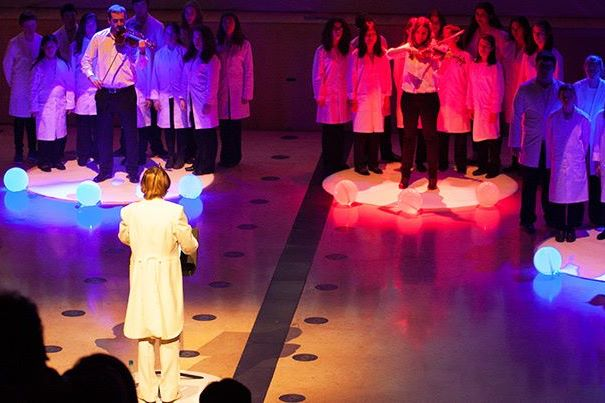
Neil Harbisson dirigint un concert de color al Palau de la Musica Catalana, Barcelona (2014)

L'obra de Harbisson ha estat qualificada, juntament amb l'obra de Yoko Ono i Marina Abramovic, com una de les deu performances "més xocants" de la història. Harbisson defineix la seva obra com l'art d'expressar-se artísticament mitjançant un nou sentit creat a partir de la unió entre el seu cos i la cibernètica. Considera la creació, exploració i implantació de nous sentits o d'extencions sensorials al cos com un art i com un moviment artístic en si: el "ciborguisme".
Harbisson ha exposat durant la 54a Biennal de Venècia a Giudecca 795 Contemporary Art Gallery, al Barbican Centre de Londres, a l'American Visionary Art Museum de Baltimore (Estats Units), a Pioneer Works de Nova York, a la Bankside Gallery de Londres, a la Royal College of Art Gallery de Londres, al Centre d'Art Santa Mònica, a Can Manyé (Alella), i a la Galeria Tramart de Barcelona, entre d'altres.
El 2007 Harbisson va viatjar en autoestop per tot Europa per trobar els colors principals de les capitals, un total de més de 50 països, així com diferents ciutats de la Gran Bretanya. Amb el seu ull cibernètic va escanejar cada capital fins a ser capaç de representar cada ciutat amb els dos tons principals percebuts. A Mònaco varen ser atzur i salmó, a Lisboa el groc clar i el turquesa, i a Andorra la Vella el color verd fosc i fúcsia. Sota el títol "Capital Colors of Europe" Harbisson ha exposat els colors de cada capital en diverses galeries europees, entre elles a Espanya, Alemanya, Andorra, Regne Unit, i Croàcia.
L'antena no sols li permet percebre i pintar en color, també pot fer que sons quotidians, com ara els tons telefònics o la música, s'associïn amb els colors. Color Scores (Partitures de color) són una sèrie de quadres on Harbisson transforma en color les cent primeres notes de peces musicals conegudes.
Sound Portraits (Retrats sonors) són retrats de persones que Harbisson crea quan escolta els colors de cares. Cada cara crea un acord de diferents microtons en funció dels seus colors. Per crear un retrat sonor Harbisson necessita estar davant de la persona i apuntar les diferents parts de la cara amb el seu ull electrònic, després escriu les diferents notes en un pentagrama especial de 360 línies. Harbisson explica que no pot fer servir fotografies per a crear aquests retrats, ja que els colors no són els mateixos a les fotos que en viu. Des de 2005 ha creat retrats sonors del príncep Carles del Regne Unit, Antoni Tàpies, Leonardo DiCaprio i Woody Allen, entre d'altres.

### Música
El piano ha estat l'instrument d'en Neil des de petit: gravita cap a ell amb tota naturalitat, ja que odiava l'existència del color. "Era un instrument blanc i negre, perfecte per a mi." Era inevitable que la seva primera composició després de convertir-se en cíborg fos un matrimoni entre pintura i música. En el seu Concert per a piano núm. 1, estrenat al Dartington College of Arts el 2004, Neil va pintar literalment un piano de cua Steinway & Sons, fent servir els colors com a notes. Amb la seva composició següent, el Concert Pianoborg, el piano estava "preparat", adjuntant un equip a la part inferior i el sensor de l'eyeborg situat sobre les tecles. Quan es mostrava un color al sensor, l'equip captava la freqüència i la transmetia al piano fent sonar la nota corresponent. "El piano estava tocant al pianista, que és el que volia aconseguir".
Les seves primeres col·laboracions van ser amb la violinista d'Amiina i cantant islandesa Maria Huld Markan Sigfúsdóttir. A les seves actuacions Maria feia servir un ordinador i un micròfon per cantar les freqüències microtonals dels colors que Neil feia servir mentre pintava quadres en directe a l'escenari. Les seves primeres actuacions varen ser el 2004 a l'Ariel Centre (Totnes, Regne Unit) i a Plymouth Guildhall (Regne Unit) el 2005.
Des de 2008 Harbisson ha col·laborat amb l'artista i músic català Pau Riba, amb qui comparteix el mateix interès en els ciborgs. El seu primer concert va ser el 2008 a la Sala Luz de Gas (Barcelona), seguida per altres actuacions a Barcelona, Girona i Mataró. Un dels seus projectes recents és Avigrama (Avi- llatí: 'au'; -grama grec: 'quelcom escrit, dibuixat o gravat'), una estructura de dotze cordes, una per cada semitò de l'octava, instal·lat a la teulada d'una masia. La instal·lació es grava les vint-i-quatre hores del dia i es deixa que la partitura es creï en funció d'on es col·loquen els ocells.